# 風間ルミ
風間 ルミ（かざま ルミ、本名：斉藤 ルミエ〈さいとう ルミエ〉、1965年11月28日 - 2021年9月21日）は、日本の元女子プロレスラー、元女子シュートボクサー、タレント。東京都台東区出身。血液型B型。

## 来歴
1982年、高校生の時に友人に誘われて始めたキックボクシングで在学中にプロデビュー。
1985年にはシーザー武志に声をかけられシュートボクシング（SB）に入り。SB初の女子試合に出場、美少女シュートボクサーとして雑誌のグラビアを飾り人気アイドルとなる。
1986年、ジャッキー佐藤に誘われプロレスへ転向、ジャパン女子プロレスに入団。
同年8月17日、ジャパン女子プロレス後楽園ホール大会でプロレスラーとしてデビュー。同期入団には神取忍がいる。
- 団体旗揚げ当初はその経歴から、佐藤、ナンシー久美、神取とともに四天王扱いを受けるが、その小柄で可愛らしい容姿から芸能活動にも駆り出され[1]、「都会の流星」で歌手デビューしたり、朝日ソノラマとタイアップした同時進行漫画『蹴撃エンジェルRUMI』が『コミックファイター』に連載されたり、各種グラビアを飾るなど、人気先行型の選手へと変わっていく[2]。このアイドル路線は後にキューティー鈴木や尾崎魔弓らに引き継がれていく。

1992年にジャパン女子を脱退。同団体の解散後、同年7月にLLPW（〈株〉レディースレジェンドプロレスリング）を設立。
- 風間は、女子プロ界では世界初の代表取締役社長兼現役レスラーとなった[1][2]。
- 当時、多くの女子団体は所属選手達に「酒・煙草・男性」を禁じてきたが、LLPWは「プロの大人なのだから」と選手達には三禁を課すことはしていない。
- 風間は社長として1度たりともファイトマネーの遅配をしなかったことを「週刊ゴング」元編集長の小佐野景浩が言及している[3]。

1993年11月、全日本女子プロレスとの対抗戦で北斗晶との抗争の末、髪切りマッチで敗れて丸刈りになるという女子プロレス史上に残る試合が行われた。
2002年10月1日、社長を退任して神取に譲った。
2003年8月3日、後楽園ホールで現役を引退した。その後はLLPWのスーパーバイザーに就任するとともにタレント活動を再スタートさせた。タレント活動においても、プロレスラー時代のリングネームを芸名として用いている。
2005年、井上貴子・イーグル沢井らと「ブラックジョーカー」を結成。
2006年、WAR最終興行で一夜限り復帰し、天龍源一郎とタッグを組んだ。
J SPORTSのLLPW中継での解説者の傍ら、女子プロレス初のゲイユニット「グラマーエンジェルス」をプロデュースしている。
2006年10月、神取が参議院議員に繰り上げ当選したことに伴い、公設秘書に就任。活動の中心を参議院議員会館に移し、選挙では選対本部長を務めた。
2010年1月 神楽坂にイーグル沢井・小河真子の3人で「豚菜キッチン 絆」を開店（2012年12月22日閉店）。
その後、ユニオンプロレスで木高イサミ、福田洋のマネージャー（DIVA）として参戦。
2013年、ユニオン認定Fly to Everywhereワールドチャンピオンシップのコミッショナーに就任。
2008年、食育インストラクター資格取得。
2016年、心理カウンセラー1級・コーチング1級資格取得。それぞれの資格を活かし、講師としても活動していた。
2018年、全日本道連盟日本道アンバサダーに就任。
2020年5月27日、YouTubeチャンネル「女子プロレスの乙女心チャンネル」を開始。
2020年8月21日 YouTube「エガちゃんねる」で花火師である川上孝行を師匠とし、川上のもとで花火師をしていることが確認される。
2021年9月20日、18日以降連絡がつかないことを不審に思った知人が都内の自宅を訪問したところ、意識不明の状態で倒れている風間を発見。9月21日、都内の搬送先の病院で死亡が確認された。55歳没。生涯、独身だった。
- 9月22日、風間が社長を務めていたLLPW（現・LLPW-X）は現社長の神取忍名義で公式サイト上に声明を発表した。室内での病死であり、事件性はなく新型コロナウイルス感染症や自殺でもないことを説明した。遺体は遺族のもとに搬送されており、死因は病理解剖で特定中であるため、結果が出次第公表するとしている[7][8]。
- マスコミの取材に応じた神取は、3月27日に東京・靖国神社で行われたZERO1「奉納プロレス」で風間と最後に会ったことを明かした。「靖国の時もそうだったけど、『おなかが痛いんだよね』と言っていた。『病院に行った方がいいよ』と言ったんだけど、注射が嫌いで行かなかった。それにこういう時期（コロナ禍）だから病院に抵抗があったのかなって。そこが悔やまれるね」と話した[9]。10月22日に神取はYouTubeチャンネル「神取テレビ」にて「風間ルミさんの悲報【ご冥福をお祈りいたします】」を配信し、訃報を受けたとき以来の次第や風間との思い出について涙ながらに語っている[10]。
  - 神取は茨城県にいた所、井上貴子から電話で一報を受けたがとても信じられなかったと話している。元スタッフで風間の付き人をしていた人物との連絡で訃報が本当であると知り、大塚警察署に運ばれていた風間の遺体と悲しみの対面をしている。LLPWの旗揚げメンバーは家族葬に招かれて参列しており、骨を拾ったという。
  - ジャパン女子で四天王扱いされていた当時から「栄光に近道は無し」「白鳥は水の中ですごくもがいている」といった強い気持ちを持って風間は行動して来たという。それに関して神取は「病気も我慢してしまったんだろうね」と推測している。ジャパン女子の解散後、何もない所からLLPWを旗揚げして女社長になった風間は、女子プロレスには社会貢献が出来ていなかったことから慰問活動に力を入れた。団体設立以来の三社祭への参加、恩義のあるアニマル浜口との繋がりを大切にしていたという。
  - (お別れ会について)最後一人で部屋で亡くなってしまったことは、悲しいし悔しい。絶対無駄にしてはいけない。風間ルミという存在を残しつつ、残されたものという宿題があると思うので、それを形にしていきたいという。
- 風間はTwitter・公式ブログで子宮内膜症を持病に持っていたことを明かしている。
  - 2010年9月19日・2015年6月28日のツイートで激痛の症状に悩んでいること[11][12]、公式ブログでは2019年に体調を崩したこと・通院していることなどを綴っている[13][14]。
  - 2021年8月31にはTwitter・公式ブログで、激痛や発熱、過多月経・立てなくなるほどの貧血の症状について綴っている[15][16][17]。薬を飲んでいることや食欲不振であることも綴っていた[18]。食欲不振で一週間に体重が3kg減っている状況やデリバリーで食事を摂っていることが綴られたTwitterの更新は同年9月5日が最後になっている[19]。
  - 医師の長尾和宏が連載中のコラム「ドクター和のニッポン臨終図巻」で子宮内膜症について説明し、この病気自体での死亡ではないのではと推測している。長尾も、多くの新型コロナウイルス感染症患者の治療に当たって来ており「本当に病院が嫌いで検査したくなかったのであれば、それも彼女の意志として尊重しなければなりませんが、コロナ禍で足が遠のいたのであれば、大変残念なことだと感じます」とコメントしている[20]。

2022年3月15日、後楽園ホールにて「風間ルミ 追悼イベント～風間祭り(祀り)～」が開催された。ゲストとしてブル中野、天龍源一郎、北斗晶が来場し挨拶をしている。

## 得意技
蹴り技
ハイキック、ミドルキック、ローキック、ソバットなどシュートボクシング仕込みの多彩な蹴り技を使いこなした。体格には恵まれなかったため一発一発の重さには欠けたが、その分手数とスピードでカバーした。風間の代名詞ともいうべき攻撃。
ビクトリータイガー
相手の喉下を掴んでの変形タイガースープレックス。
パンサー・ボム
抱え式バックドロップの要領で抱え上げ、旋回させてボムで叩きつける。
ダルマ式ジャーマンスープレックス
ドラゴンスリーパー
スイングDDT
ドラゴンパンサー
キャメルクラッチ式にうつぶせの相手に跨って決める変形ドラゴン・スリーパー。
コーナーニール

## 入場テーマ曲
- ギャンブリング（SHOW-YA）

## メディア出演

### レコード
- 都会の流星〜ホロスコープマジック（東芝EMI） - 作曲：秋元康、作曲：見岳章

### 写真集
- ルミエール（双葉社）撮影：リウ・ミセキ
- ORAGE（双葉社）撮影：山岸伸

### DVD
- 風間ルミ HEAT UP VENUS（1988年5月、大陸書房）
- 風間ルミ one more night（2005年10月28日、マーレ）
- 狂った果熟 芸能人 風間ルミ DEBUT（2010年7月8日、ソフト・オン・デマンド）
- 芸能人 風間ルミ デンジャラスプロレスラー（2011年1月8日、ソフト・オン・デマンド）

### 舞台
- 踊るやくざ
- 草薙良一第7回プロデュース公演「片岡歌衛門一座物語 心の旅路編」（2005年11月9日 - 15日、池袋・東京芸術劇場） - 天海ルミ 役

### テレビ
- 欽ちゃんの全日本仮装大賞（日本テレビ） - バニーガール（エスコートガール）[26][27]

### 映画
- SAEKO（1994年1月公開、アドバPR）
- 弁天通りの人々（2009年5月公開、アルゴ・ピクチャーズ）
- フィギュアなあなた（2013年6月公開、角川映画）

### Vシネマ
- シルバー
- sake
- 踊るやくざ YAKUZA-MAN参上！（2012年公開、ファイナルバロック）/ 他多数出演

### 劇場アニメ
- 聖闘士星矢 天界編 序奏〜overture〜（2004年2月公開） - 神々の声 役

## 風間祭り（祀り）
- 日時 : 2022年3月15日
- 場所 : 後楽園ホール
- 観衆 : 700人（満員）

| 入場ゲートに歴代コスチュームが展示。LLPWでリングアナを行ったパンチ田原、中村裕之が前説。                                                    |    |                        |
| ■第1試合 風間ルミ追悼バトルロイヤル |    |                        |
| 桜花由美、宮崎有妃、野崎渚、旧姓・広田さくら、梅咲遥、佐藤綾子、ジャガー横田 井上京子、チェリー、橋本千紘、DASH・チサコ、松本都、永島千佳世 |    |                        |
| シーザー武志がVTRコメント。来場ゲスト：ブル中野、天龍源一郎がコメント。                                                                     |    |                        |
| ■第2試合 天龍プロジェクト提供マッチ |    |                        |
| 佐藤耕平 河野真幸 TORU | vs | 佐藤光留 矢野啓太 拳剛 |
| 江頭2:50がVTRコメント。 佐藤めぐみ、小河真子、和田部美穂、トミー蘭、半田美希、穂積詩子 立野記代、イーグル沢井、レオ北村、長嶋美智子が来場。 |    |                        |
| 二上美紀子、紅夜叉、キャロル美鳥による決起軍トークショー。                                                                                  |    |                        |
| ■第3試合 ブラックジョーカー集結 |    |                        |
| 中森華子 アイガー | vs | 渡辺智子 井上貴子      |
| 初代タイガーマスクがVTRコメント。来場ゲスト：北斗晶がコメント。                                                                             |    |                        |
| ■第4試合 セクシーパンサーを継ぐ者との戦い                                                                                                   |    |                        |
| 尾崎魔弓 神取忍 | vs | 宮城もち 星ハム子      |
| 実兄の青木満さんが遺影を持って、神取忍と共に挨拶。 参加選手と10カウントゴングを行った。                                                     |    |                        |